# Rhönrad-Weltmeisterschaft 2001
Die 4. Rhönrad-Weltmeisterschaft 2001 fand vom 22. Mai bis 27. Mai in Liestal (Schweiz) statt.

## Zeitplan
Quelle: 
| Do 24. Mai | Halbfinale Jugend Halbfinale Erwachsene (Sprung)    |
| Fr 25. Mai | Halbfinale Erwachsene (Gerade + Sprung) Team Finale |
| Sa 26. Mai | Finale Jugend Finale Erwachsene                     |

## Ergebnisse Team
Quellen: 
| Platz | Land        | Athleten                                                                               | Punkte |
| ----- | ----------- | -------------------------------------------------------------------------------------- | ------ |
| 1     | Deutschland | Pohling Julia, Oer Janine, Kömen Ursula, Malchin Constantin, Schäfer Jan, Petri Julius |        |
| 2     | Norwegen    |                                                                                        |        |
| 3     | Japan       | Hiwa Takako, Wakayama Atsuko, Odaira Hidenori, Motoya Sataoshi, Nishii Yohei           |        |